# Mary Hays

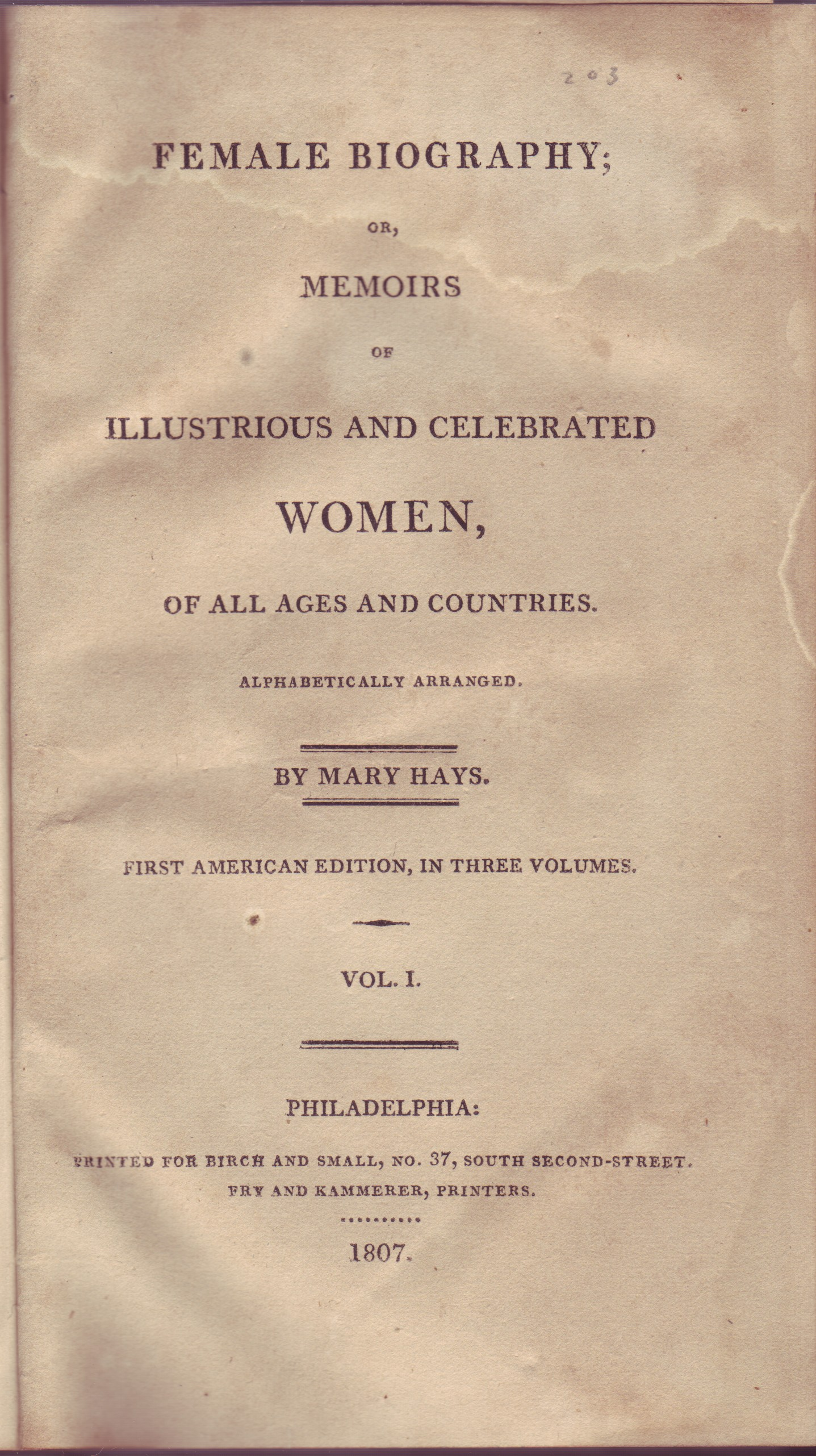
Page de titre de Female Biography, or, Memoirs of Illustrious and Celebrated Women par Mary Hays, 1807.

Mary Hays (1759 - 1843) est une romancière et une féministe anglaise.
Son ouvrage le plus connu est un roman épistolaire en partie auto-biographique, Memoirs of Emma Courtney (Mémoires d'Emma Courtney), publié pour la première fois en 1796. Elle y décrit la passion féminine en des termes qui choquent les critiques de l'époque. En 1799, dans Les Victimes du préjugé (Victims of Prejudice) elle répond avec virulence aux critiques masculines qui, dit-elle, prétendent « interdire aux femmes une liberté à laquelle ils aspirent pour eux-mêmes ».
Mary Hays est une amie proche de Mary Wollstonecraft (l'auteur de Défense des droits de la femme). 

## Jeunes années
Mary Hays nait à Southwark, près de Londres, le 13 octobre 1759. On ne connait presque rien de ses dix-sept premières années.